# Азізов Міннеула Зінятович
Азізов Міннеула Зінятович (23 червня 1951) — російський хокеїст на траві.
Бронзовий призер Олімпійських Ігор 1980 року.